# Provincial Parks in Neufundland und Labrador
Dieser Artikel stellt eine Liste der Provincial Parks in der kanadischen Provinz Neufundland und Labrador dar.
Die Provincial Parks in Neufundland und Labrador werden von dem am 22. Februar 2017 gegründeten Department of Tourism, Culture, Industry and Innovation verwaltet.
Die Provincial Parks werden in folgende Kategorien unterteilt: Camping, Tagesnutzung (Day Use), Eisenbahn (T'Railway) und Wasserstraße (Waterway).
Daneben gibt es Provincial Park Reserves. Diese verfügen über keine Infrastruktur. Viele dieser Parks befinden sich auf dem Gebiet ehemaliger Provincial Parks, die in den Jahren 1995 und 1997 privatisiert wurden. 
Es gibt noch weitere Schutzgebiete in der Provinz wie beispielsweise die Wilderness und Ecological Reserves.
Im folgenden die alphabetische Liste der Provincial Parks und Provincial Park Reserves:
| Name                                         | Fläche ha | Gründungsjahr | Kategorie | Region          |   |
| -------------------------------------------- | --------- | ------------- | --------- | --------------- | - |
| The Arches Provincial Park                   | 13        | 1980          | Day Use   | Western Region  | ⊙ |
| Barachois Pond Provincial Park               | 3.496     | 1961          | Camping   | Western Region  | ⊙ |
| Bellevue Beach Provincial Park Reserve       |           |               | Reserve   | Avalon Region   | ⊙ |
| Blow Me Down Provincial Park                 | 226       | 1975          | Camping   | Western Region  | ⊙ |
| Butter Pot Provincial Park                   | 2.833     | 1958          | Camping   | Avalon Region   | ⊙ |
| Cataracts Provincial Park                    | 172       | 1980          | Day Use   | Avalon Region   | ⊙ |
| Chance Cove Provincial Park                  | 2.068     | 1976          | Day Use   | Avalon Region   | ⊙ |
| J.T. Cheeseman Provincial Park               | 184       | 1960          | Camping   | Western Region  | ⊙ |
| Codroy Valley Provincial Park                | 25        | 1978          | Day Use   | Western Region  | ⊙ |
| Deadman’s Bay Provincial Park                | 72        | 1978          | Day Use   | Eastern Region  | ⊙ |
| Dildo Run Provincial Park                    | 328       | 1978          | Camping   | Central Region  | ⊙ |
| Duley Lake Provincial Park Reserve           | 690       |               | Reserve   | Labrador Region | ⊙ |
| Dungeon Provincial Park                      | 2         | 1983          | Day Use   | Eastern Region  | ⊙ |
| Fitzgerald’s Pond Provincial Park Reserve    | 163       |               | Reserve   | Avalon Region   | ⊙ |
| Flatwater Pond Provincial Park Reserve       |           |               | Reserve   | Central Region  | ⊙ |
| Frenchman’s Cove Provincial Park             | 51        | 1970          | Camping   | Eastern Region  | ⊙ |
| Gooseberry Cove Provincial Park              | 3         | 1980          | Day Use   | Avalon Region   | ⊙ |
| Grand Codroy Provincial Park Reserve         |           |               | Reserve   | Western Region  | ⊙ |
| Jack’s Pond Provincial Park Reserve          |           |               | Reserve   | Avalon Region   | ⊙ |
| Jipujijkuei Kuespem Provincial Park Reserve  |           |               | Reserve   | Eastern Region  | ⊙ |
| Jonathan’s Pond Provincial Park Reserve      | 343       |               | Reserve   | Eastern Region  | ⊙ |
| La Manche Provincial Park                    | 1.439     | 1975          | Camping   | Avalon Region   | ⊙ |
| Lockston Path Provincial Park                | 773       | 1967          | Camping   | Eastern Region  | ⊙ |
| Main River Waterway Provincial Park          | 15.179    | 2009          | Waterway  | Western Region  | ⊙ |
| Marine Drive Provincial Park Reserve         | 617       |               | Reserve   | Avalon Region   | ⊙ |
| Notre Dame Provincial Park                   | 113       | 1960          | Camping   | Central Region  | ⊙ |
| Pinware River Provincial Park                | 68        | 1975          | Camping   | Labrador Region | ⊙ |
| Pistolet Bay Provincial Park                 | 897       | 1987          | Camping   | Western Region  | ⊙ |
| Sandbanks Provincial Park                    | 232       | 1985          | Camping   | Western Region  | ⊙ |
| Sir Richard Squires Memorial Provincial Park | 1.574     | 1954          | Camping   | Western Region  | ⊙ |
| T’Railway Provincial Park                    |           | 1997          | T'Railway | Western Region  | ⊙ |
| Windmill Bight Provincial Park Reserve       |           |               | Reserve   | Eastern Region  | ⊙ |